# Northfork (Virginie-Occidentale)
Pour les articles homonymes, voir North Fork.
Northfork est une ville américaine située dans le comté de McDowell, en Virginie-Occidentale. Selon le recensement de 2010, Northfork compte 429 habitants. La municipalité s'étend sur 0,96 milles carrés (2,49 km2).

## Histoire
Le nom de la ville provient de sa situation sur la « branche nord » (North Fork) de l'Elkhorn Creek (en). Northfork devient une municipalité en 1901 et absorbe la localité voisine de Clark en 1948.